# Олењочки рејон
Олењочки Евенкијски национални рејон или Олењочки улус (рус. Оленёкский эвенкийский национальный район; јак. Өлөөн улууһаје) један је од 34 рејона Републике Јакутије у Руској Федерацији. Налази се на сјеверузападу Јакутије и представља највећи рејон Јакутије са површином од 318.100 км².
Рејон лежи у долинама ријека Олењок и Анабар. Највеће насеље у рејону и административни центар је село Олењок (рус. Оленёк).
Укупан број становника рејона је 4.026 (2010). Већину становништва чине Евенки, те Јакути и Руси.